# Patinatge artístic als Jocs Olímpics d'hivern de 1948
Als Jocs Olímpics d'Hivern de 1948 celebrats a la ciutat de Sankt Moritz (Suïssa) es disputaren tres proves de patinatge artístic sobre gel, una en categoria masculina, una altra en categoria femenina i una tercera en categoria mixta per parelles. Les proves es disputaren entre els dies 2 i 6 de febrer de 1948 a les instal·lacions de l'Estadi Olímpic de Sankt Moritz.

## Resum de medalles

### Categoria masculina
| Prova              | Or          | Argent           | Bronze   |
| Individual detalls | Dick Button | Hans Gerschwiler | Edi Rada |

### Categoria femenina
| Prova              | Or                | Argent     | Bronze            |
| Individual detalls | Barbara Ann Scott | Eva Pawlik | Jeannette Altwegg |

### Categoria mixta
| Prova            | Or                                        | Argent                            | Bronze                                      |
| Parelles detalls | BèlgicaMicheline Lannoy · Pierre Baugniet | HongriaAndrea Kékesy · Ede Király | CanadàSuzanne Morrow · Wallace Diestelmeyer |

## Medaller
| Posició | País         | Or | Argent | Bronze | Total |
| 1       | Canadà       | 1  | 0      | 1      | 2     |
| 2       | Bèlgica      | 1  | 0      | 0      | 1     |
| 2       | Estats Units | 1  | 0      | 0      | 1     |
| 4       | Àustria      | 0  | 1      | 1      | 2     |
| 5       | Hongria      | 0  | 1      | 0      | 1     |
| 5       | Suïssa       | 0  | 1      | 0      | 1     |
| 6       | Regne Unit   | 0  | 0      | 1      | 1     |
|         |              |    |        |        |       |
| Total   | Total        | 3  | 3      | 3      | 9     |